# بيت الأعوج (الحيمة الداخلية)

تعديل مصدري - تعديل

بيت الأعوج هي إحدى قرى عزلة بني الحذيفي بمديرية الحيمة الداخلية التابعة لمحافظة صنعاء، بلغ تعداد سكانها 241 نسمة حسب تعداد اليمن لعام 2004.